# Casa dei Quattro Stili

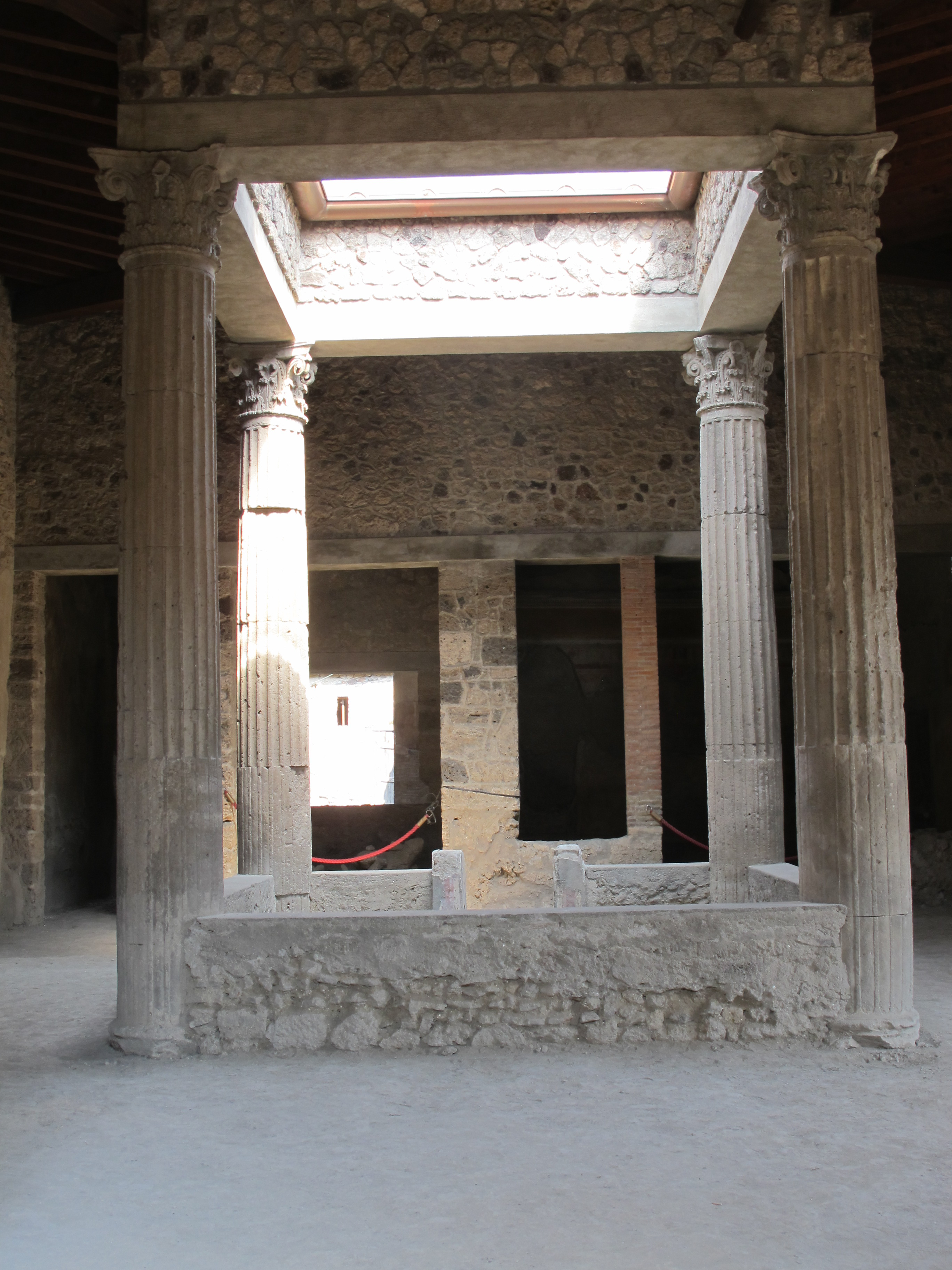
Das Atrium des Hauses

Die Casa dei Quattro Stili (Haus der vier Stile) ist ein Wohnhaus in Pompeji (I.8.17), das von 1937 bis 1938 und 1951 ausgegraben wurde. Im Haus befinden sich Beispiele aller vier Stile römischer Wanddekoration, was ihm seinen heutigen Namen gab.

## Beschreibung
Das Haus wurde im 2. Jahrhundert v. Chr. errichtet. Es hat ein Atrium mit vier korinthischen Säulen. Die Räume um das Atrium herum sind in verschiedenen Stilen dekoriert. Das erste Zimmer links vom Atrium ist im 4. Stil ausgeschmückt, das Zimmer rechts vom Eingang dagegen im 1. Stil. Hier ist ein Tuch mit Fransen, das an einem Nagel hängt, auf die Wand gemalt. Der Oecus gegenüber dem Eingang öffnet sich zum Atrium mit zwei großen Fenstern und einer Tür in der Mitte. Der Raum zeigt Dekorationen im 3. Stil. Hier finden sich zwei Wandbilder. Das eine zeigt Daidalos und Ikarus, das andere Herakles. Beide Bilder schreibt Lawrence Richardson Jr. dem Lucrezio-Frontone-Maler zu. Es handelt sich um einen Notnamen. Künstler erhalten in der Forschung einen Notnamen, um ihr Werk unter einem Namen zusammenfassen zu können. Im hinteren Teil des Hauses befinden sich Wirtschaftsräume und ein Garten.
Im Haus fanden sich mehrere Leichen, die als Gipsabgüsse erhalten sind. Einige Türen sind auch als Gipsabgüsse überliefert. Ein besonderer Fund ist ein reich dekorierter, bronzener Essensaufwärmer (Chafing-Dish). Der Bronzezylinder des Essensaufwärmers ist etwa 96 cm hoch und etwa 44 cm im Durchmesser. Auf dem Deckel befindet sich die Figur des Triton, links und rechts befinden sich Henkel in der Form von Delfinen. Zwei weitere Henkel befinden sich auf dem eigentlichen Zylinder. Sie haben die Form von menschlichen Händen. Auf der Vorderseite des Zylinders befindet sich eine Tür, durch die man das Essen in den Zylinder schieben kann. Solche Essensaufwärmer sind aus verschiedenen Häusern in Pompeji bekannt, doch handelt es sich bei diesem um den kunstvollsten.

## Galerie

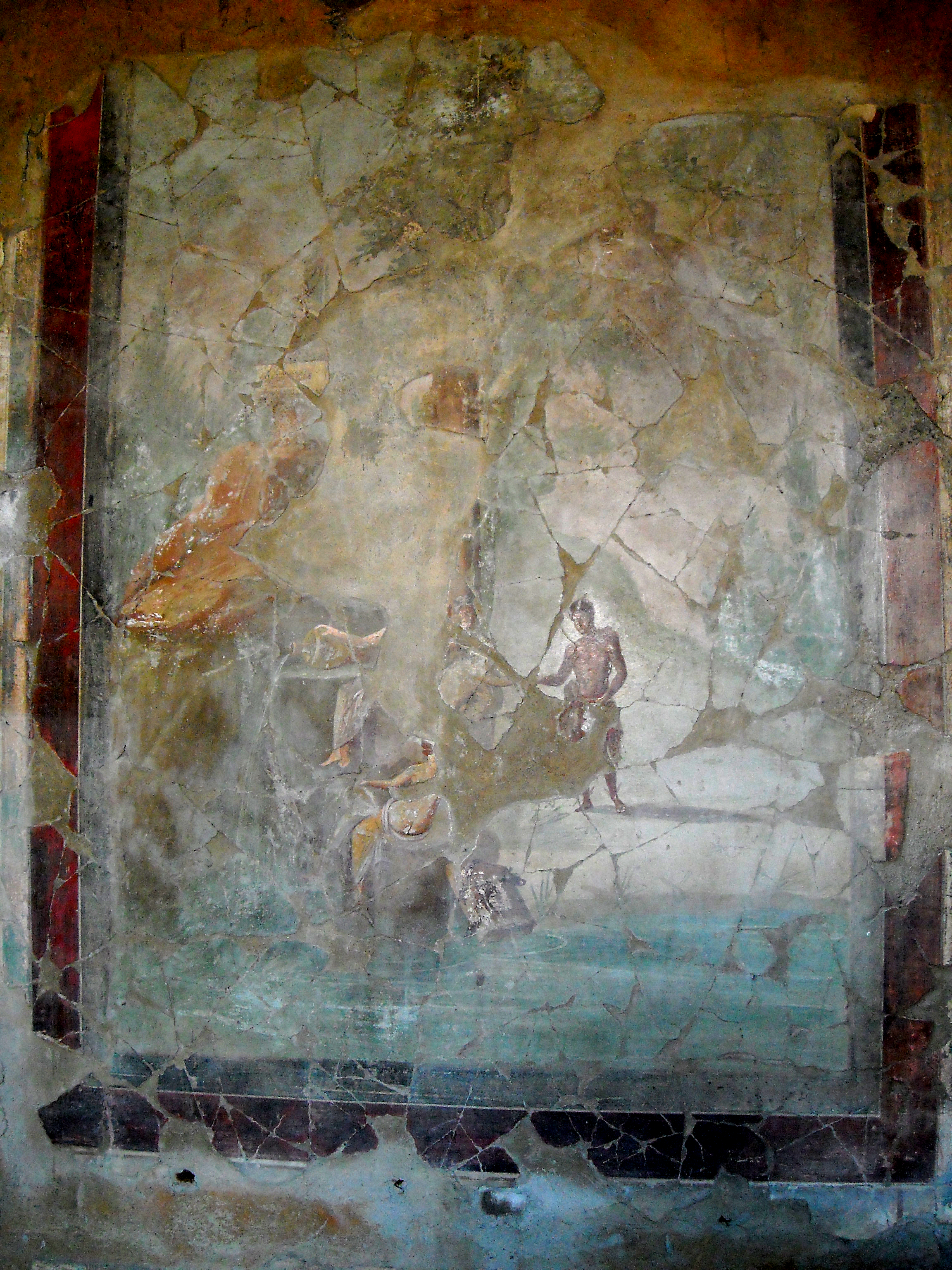
Wandgemälde im 4. Stil
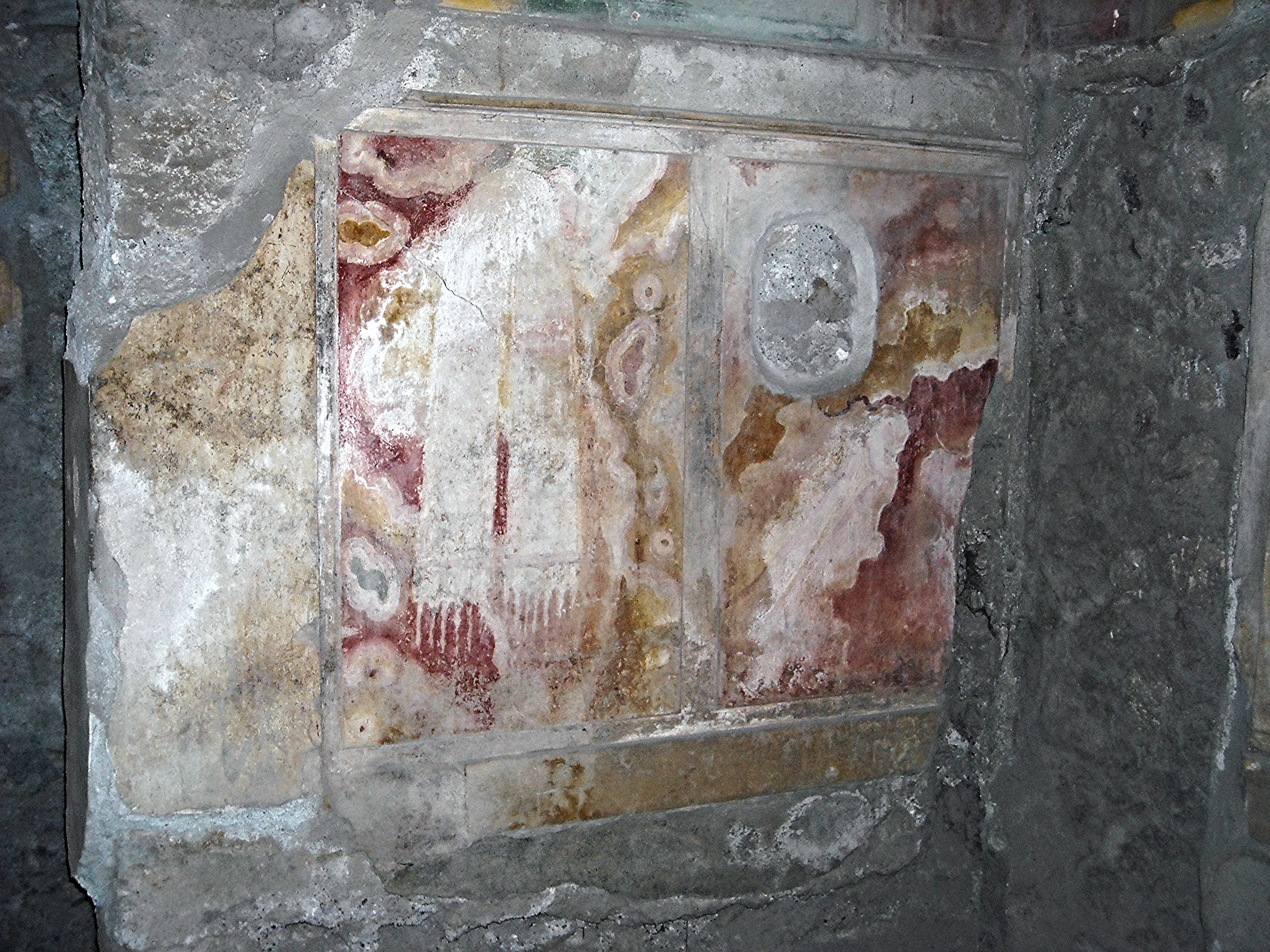
Dekoration im 1. Stil
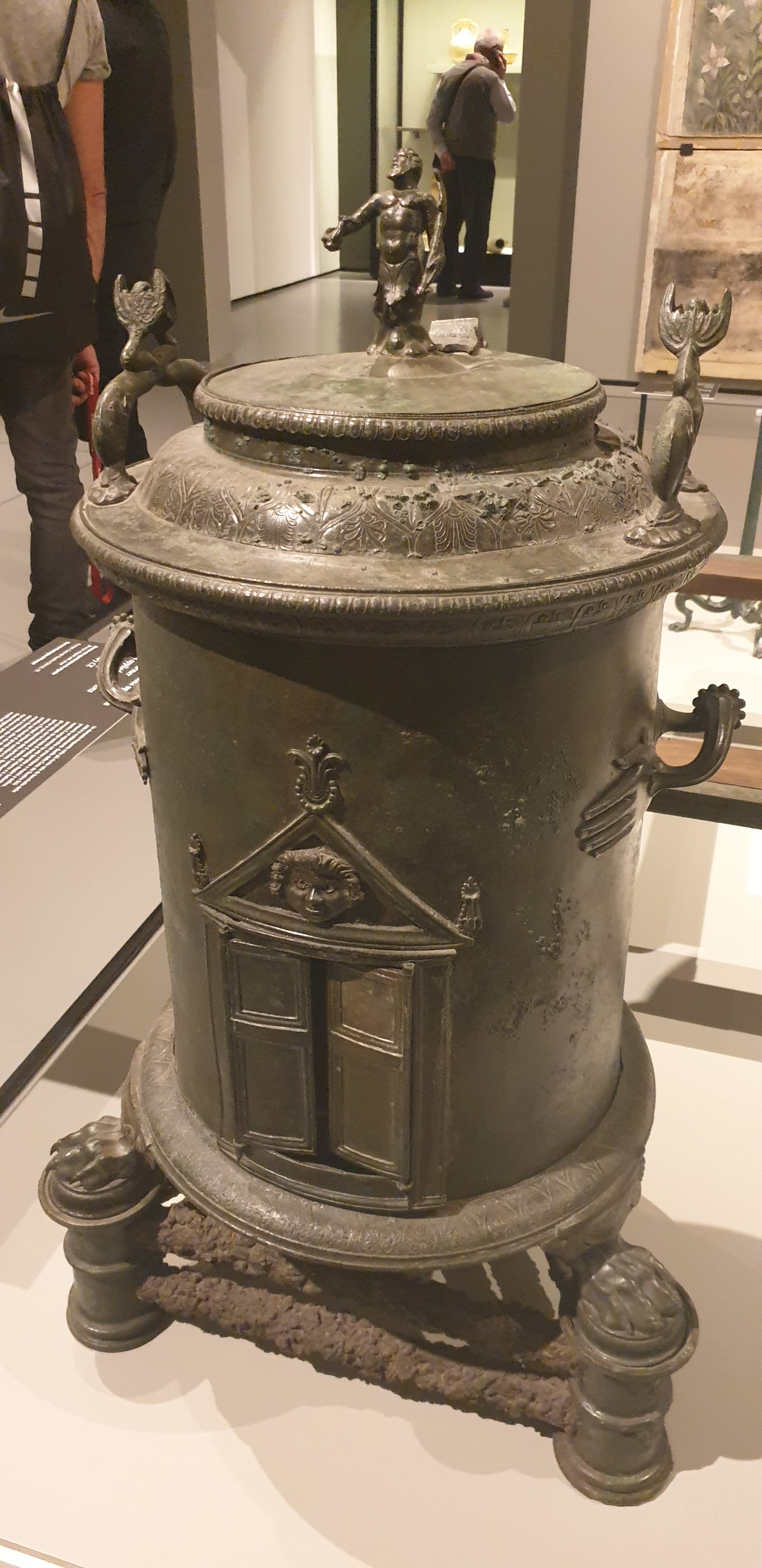
Essensaufwärmer
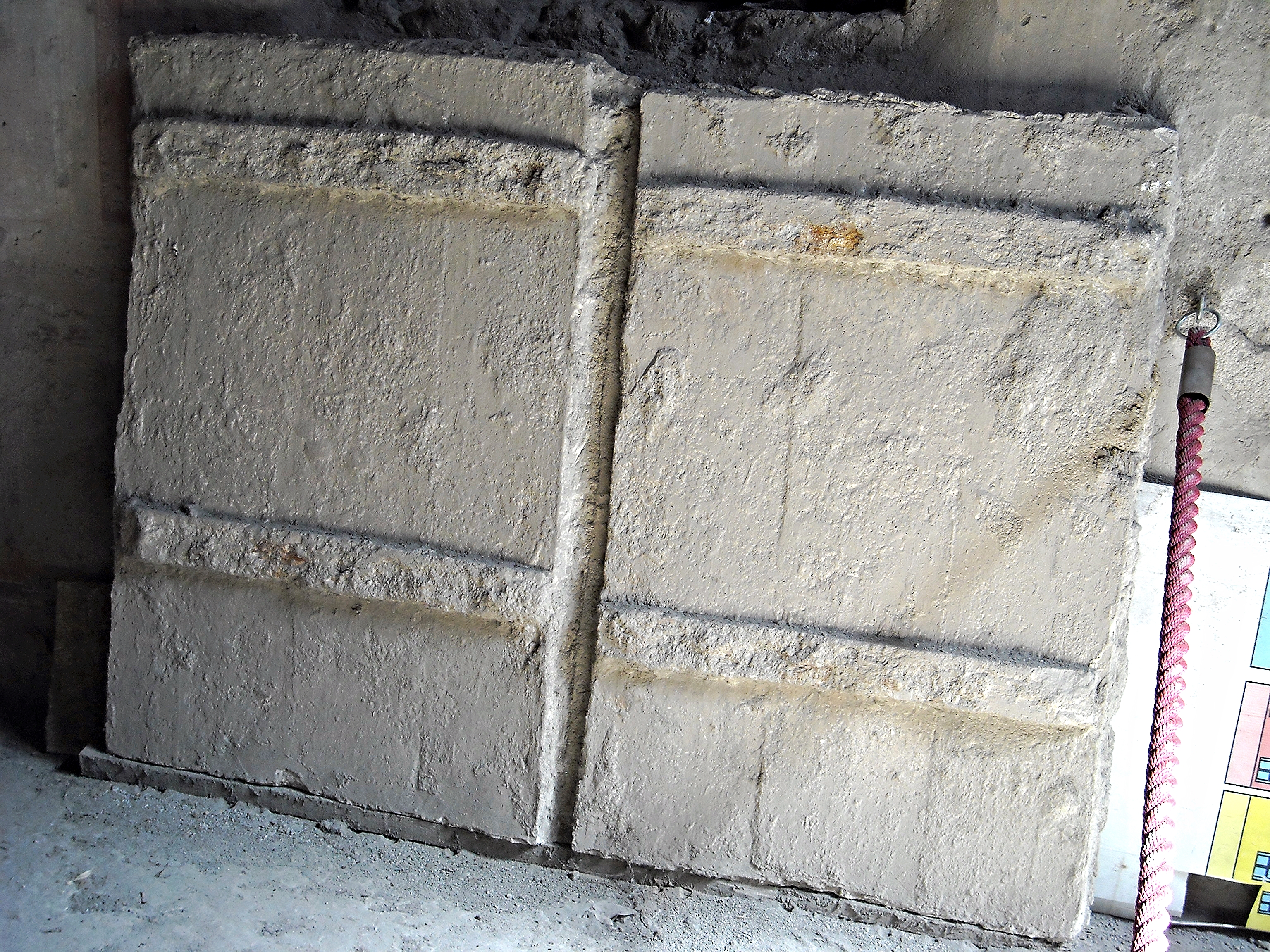
Gipsabdruck einer Tür